# Adrián Hernández
Adrián Hernández (* 10. Januar 1986 in Toluca de Lerdo, Mexiko) ist ein mexikanischer Boxer im Halbfliegengewicht. 

## Profikarriere
Am 30. April 2011 boxte er gegen Gilberto Keb Baas um den Weltmeistertitel des Verbandes WBC und siegte durch Aufgabe. Diesen Gürtel verlor er allerdings bereits in seiner zweiten Titelverteidigung im Dezember desselben Jahres an Kompayak Porpramook durch Knockout.
Am 6. Oktober 2012 eroberte Hernández diesen Gürtel erneut, als er Porpramook im Rückkampf durch technischen K. o. bezwang. Im April 2014 verlor er den Titel an Naoya Inoue.